# Симмонс, Соломон
Соломон Симмонс (англ. Solomon Simmons; род. 26 сентября 1993) — американский легкоатлет, специалист по многоборьям. Выступает за сборную США по лёгкой атлетике с 2019 года, многократный призёр первенств национального значения, участник чемпионата мира в Дохе.

## Биография
Соломон Симмонс родился 26 сентября 1993 года. Детство провёл в городе Марриета, штат Калифорния, учился в местной старшей школе.
Занимался лёгкой атлетикой во время учёбы в Университете Восточного Мичигана — в 2011—2016 годах состоял в местной легкоатлетической команде, неоднократно принимал участие в различных студенческих соревнованиях, в частности дважды становился шестым в десятиборье в первом дивизионе чемпионата Национальной ассоциации студенческого спорта.
В 2016 году пытался пройти отбор на летние Олимпийские игры в Рио-де-Жанейро, однако на национальном отборочном олимпийском турнире занял лишь шестое место.
В 2018 году с результатом в 8019 очков завоевал серебряную медаль в десятиборье на чемпионате США в Де-Мойне, уступив здесь только Заку Зимеку.
В 2019 году получил серебро в семиборье на зимнем чемпионате США в Статен-Айленде и в десятиборье на летнем чемпионате США в Де-Мойне. Попав в основной состав американской национальной сборной, удостоился права защищать честь страны на чемпионате мира в Дохе — набрал в сумме всех дисциплин десятиборья 8151 очко, расположившись в итоговом протоколе соревнований на восьмой строке (наивысшая позиция среди американских спортсменов).